# Uranópolis
Uranópolis u Ouranopolis (griego: Οὐρανόπολις) es una pequeña localidad griega de la unidad periférica de Calcídica, en la periferia de Macedonia Central. Fue fundada por Casandro de Macedonia y su hermano Alexarco a finales del siglo IV a. C. La moderna ciudad es el punto de partida de muchos peregrinos en su camino hasta el monte Athos.
Es una localidad ribereña situada en el fondo del golfo Singitico, en la costa noroeste (al principio) de la península de Akté, la más oriental de las tres pequeñas subpenínsulas de la península Calcídica, de mayor superficie. Es la última localidad antes de la frontera con el territorio autónomo del Monte Athos. Dista unos 140 km por carretera de la capital Salónica.